# Jan Erixon
Jan Erixon (* 8. Juli 1962 in Skellefteå) ist ein ehemaliger schwedischer Eishockeyspieler und heutiger -trainer, der in seiner aktiven Zeit von 1980 bis 1994 unter anderem für die New York Rangers in der National Hockey League gespielt hat. Sein Sohn Tim ist ebenfalls ein professioneller Eishockeyspieler.         

## Karriere
Jan Erixon begann seine Karriere als Eishockeyspieler in seiner Heimatstadt beim Skellefteå AIK, für dessen Profimannschaft er in der Saison 1980/81 sein Debüt in der Elitserien, der höchsten schwedischen Spielklasse, gab. In seinem Rookiejahr erzielte er in insgesamt 35 Spielen sieben Tore und sechs Vorlagen. Anschließend wurde er im NHL Entry Draft 1981 in der zweiten Runde als insgesamt 30. Spieler von den New York Rangers ausgewählt. Zunächst blieb der Angreifer jedoch weitere zwei Jahre in Skellefteå, ehe er von 1983 bis 1993 für sein Draftteam New York Rangers in der National Hockey League auflief. Dabei erzielte er 230 Scorerpunkte, davon 64 Tore, in insgesamt 614 Spielen. Als sein Vertrag nicht mehr verlängert wurde, kehrte er für die Saison 1993/94 zu seinem Heimatverein Skellefteå AIK zurück, der in der Zwischenzeit in die zweitklassige Division 1 abgestiegen war. Am Saisonende beendete der Junioren-Weltmeister von 1981 im Alter von 32 Jahren seine Karriere. 
Seit 2010 ist Erixon Assistenztrainer bei den U20-Junioren von Skellefteå AIK in der SuperElit, der höchsten schwedischen Junioren-Spielklasse. 

### International
Für Schweden nahm Erixon im Juniorenbereich ausschließlich an der Junioren-Weltmeisterschaft 1981 teil, bei der er mit seiner Mannschaft Weltmeister wurde. Zudem wurde er in das All-Star Team des Turniers gewählt. Im Seniorenbereich stand er 1981 im Aufgebot seines Landes beim Canada Cup sowie bei den Weltmeisterschaften 1982 und 1983.

## Erfolge und Auszeichnungen
- 1981 Goldmedaille bei der Junioren-Weltmeisterschaft
- 1981 All-Star-Team der Junioren-Weltmeisterschaft